# Монтежю

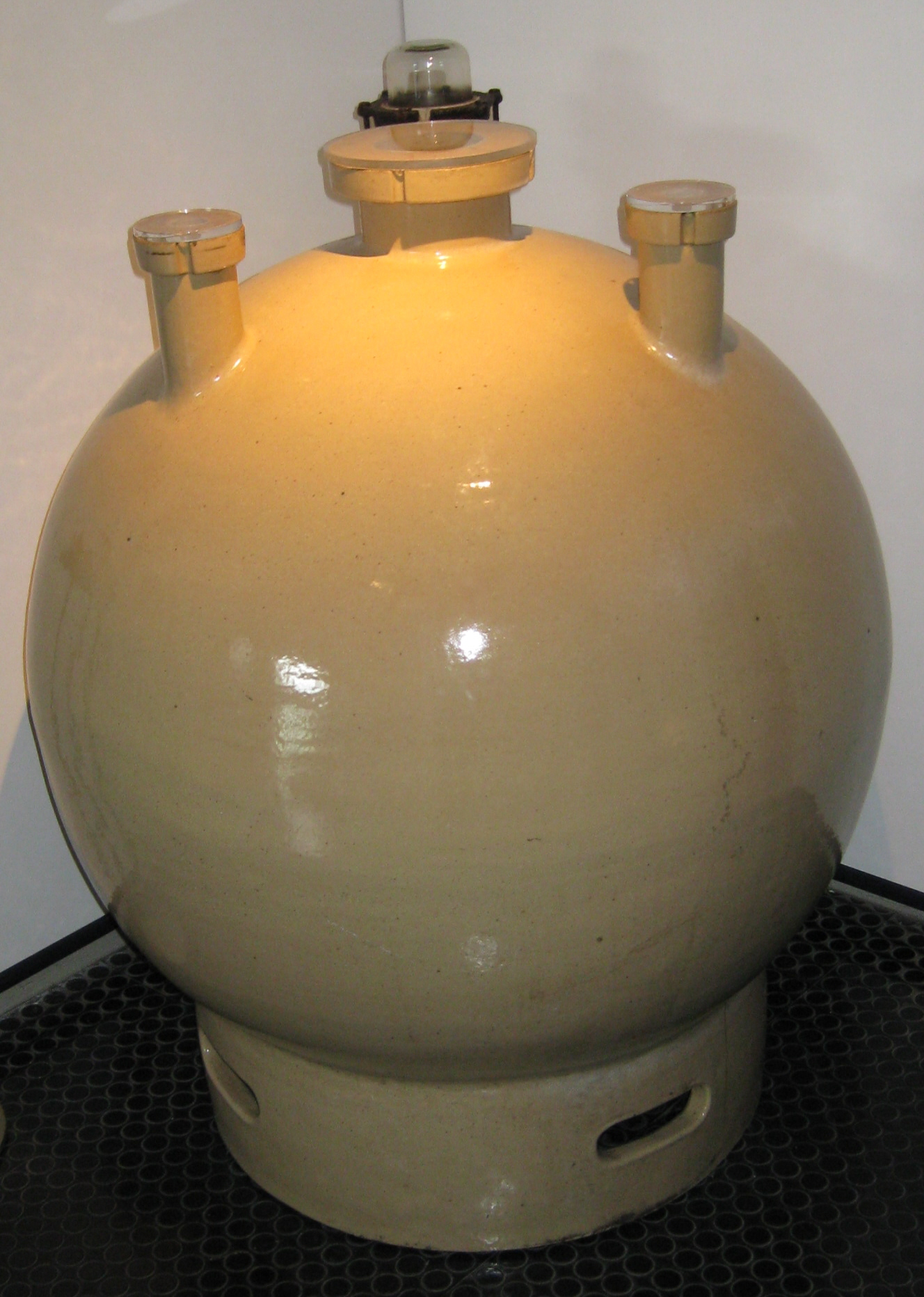
Кислотне яйце на виставці в Музеї каталізаторів, 2011

Монтежю, монтежюс або «Кислотне яйце» (англ. acid egg and montejus (or monte-jus)) — це горизонтальний або вертикальний резервуар для перекачування небезпечних або агресивних рідин під дією стиснутого повітря, що нагнітається, або інертного газу. Зокрема, застосовується у харчовій промисловості, в установках для регенерації масел. Крім того, застосовується як проміжний між цистерною і мірником резервуар для видавлювання кислоти в мірник.

## Приклад реалізації
Монтежю, Монтежюс або «кислотне яйце» — пристрій без рухомих частин, який раніше використовувався замість насоса для перекачування складних рідин. Принцип дії пристрою полягає в тому, що міцна посудина, що містить рідину, перебуває під тиском газу або пари, пригнічуючи рідину в трубу (зазвичай вертикально вгору), викликаючи тим самим потік. Коли рідина перенесена, тиск скидається, і більше рідини надходить під дією сили тяжіння. Таким чином, прилад працює циклічно. Той самий принцип використовувався для підйому води і називався насосом витіснення повітря або періодичним газліфтним насосом, і застосовувався для відкачування нафти з пласта. Його використання значною мірою витіснене сучасними насосами, але іноді воно все ще використовується для спеціальних завдань.

### Варіант «Кислотне яйце»
Цей варіант пристрою спеціально розроблено для роботи з висококорозійною сірчаною кислотою, але було поширено на інші корозійні речовини. Традиційно його виготовляли з кераміки (щоб бути стійким до корозії) і сферичної форми (щоб витримувати тиск), що й дало його назву. Циліндрична версія (з напівсферичними кінцями) була описана Свіндіном, маючи 3 фути в діаметрі та 6 футів завдовжки, вміщуючи 40 кубічних футів кислоти. В принципі, посудина є частково заповнена рідиною, яка потім витісняється шляхом нагнітання стисненого повітря. Вихід рідини здійснюється по трубі, яка зверху спускається майже до дна посудини. Коли яйце з кислотою спустошується, з'єднання з компресором і нагнітальним трубопроводом закриваються клапанами, тиск повітря скидається і посудина знову наповнюється кислотою. Після цього цикл може початися знову.

### Варіант «Монтежус»
Монтежус — французький варіант приладу, який використовується у виробництві цукру для переміщення частково обробленої цукрової рідини по трубі на наступний етап очищення. Звідси і назва «monte-jus» або «рисовий сік». На відміну від варіанту «кислотного яйця», прилад традиційно складається з вертикальної циліндричної посудини зі сталі, з трубою знизу, зверненої вгору, і знаходиться під тиском пари.

## Використання монтежю в Україні
В Україні монтежю використовували на хімічних заводах. Так, на Донецькому хіміко-металургійному заводі в цеху переробки діоксиду цирконію з метою механізації трудомістких процесів і підвищення вилучення встановили монтежю для передавання відновлених розчинів на гідроліз, а також гумовані монтежю для подачі соляної кислоти в реактори розчинення.